# Artus Quellinus

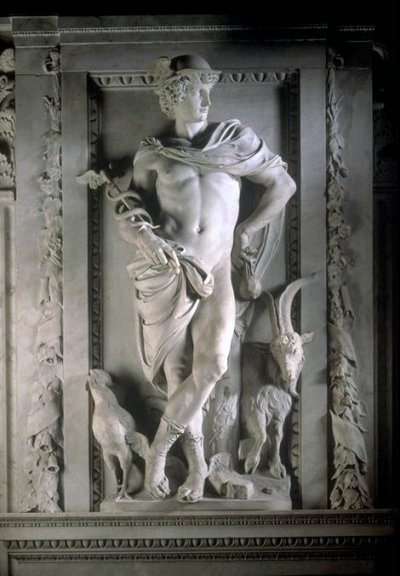
Mercurius

Artus Quellinus de Oude (Antwerpen, 30 augustus 1609 – aldaar, 23 augustus 1668) was een Zuid-Nederlandse beeldhouwer, ook wel bekend onder de naam Artus Quellijn (of Artus I Quellien).
Artus Quellinus was een vooraanstaande beeldhouwer in de Nederlanden van de zeventiende eeuw. Hij was de zoon van beeldhouwer Erasmus Quellinus I en de oom van Artus Quellinus de Jonge (Artus II Quellien; 1625-1700) en Arnold (1653-1686), die eveneens beeldhouwer werden.
Quellinus maakte een studiereis naar Rome, waar hij onder de indruk raakte van de classicistische barok van Frans Duquesnoy. Na zijn terugkeer in Antwerpen (1640) raakte hij ook beïnvloed door de stijl van Peter Paul Rubens.  Hij werd in 1640-1641 meester in het Antwerpse Sint-Lucasgilde.
Rond 1648 verhuisde Quellinus naar Amsterdam, waar hij zijn grootste opdracht kreeg, de decoratie van het nieuwe stadhuis op de Dam, waaraan hij vanaf 1650 veertien jaar lang werkte. Hij leverde de ontwerpen, maar de sculpturen voor dat gebouw zijn grotendeels uitgevoerd door zijn medewerkers, waaronder Rombout Verhulst. Hij assisteerde zijn buren aan de Keizersgracht, de gebroeders Hemony, bij het versieren van hun carillons. Jurriaen Ovens verstrekte hem de opdracht tot een grafmonument voor Frederik III van Sleeswijk-Holstein-Gottorp. Zijn broer reisde naar Schleswig om de onderhandelingen te voeren.
Christina I van Zweden was een groot liefhebber van het werk van Quellinus. Zij schonk hem haar portret.

## Werken van Artus Quellinus
Het Rijksmuseum in Amsterdam beheert de grootste collectie werken van Quellinus.
Enkele werken van Quellinus
- Hemelboog in de Kathedraal van Sint-Michiel en Sint-Goedele te Brussel
- Portretbuste van Lodewijk de Benavides, in het Koninklijk Museum voor Schone Kunsten in Antwerpen
- Portretbuste van Johan de Witt, Dordrechts Museum te Dordrecht
- Grafmonument van graaf Engelbert van Immerzeel en zijn vrouw (1650), in de kerk van Bokhoven
- De Heilige Petrus (1658), in de Sint-Andrieskerk te Antwerpen
- Portretbuste van Andries de Graeff (1661), in het Rijksmuseum te Amsterdam
- Grafmonument voor maarschalk Otto Christoph van Sparr (1663), in de Marienkirche (Berlijn)
- Preekstoel van de Sint-Gummaruskerk te Lier. Het ontwerp is van zijn hand, de uitvoering gebeurde echter door Pieter Verbruggen
- Madonnabeeld in de Sint-Ludgeruskerk te Zele, aangekocht in 1806.
- Epitaaf van de "Soeten Naem" (1644) in de Sint-Pauluskerk (Antwerpen).
- Beeld van Pallas Athena (rond 1660) in Museum Kurhaus Kleef.

Het voornaamste beeldhouwwerk in het Paleis op de Dam bevindt zich in de Vierschaar. De twee paren kariatiden in de vorm van misdadige vrouwen zijn eigenhandig werk van Artus Quellinus. In de galerijen zijn de beelden van Cybele, Saturnus en Mars ook aan hem toe te schrijven. Ook het terracotta beeld Apollo en Python bevindt zich in het paleis.

## Werk in openbare collecties (selectie)
- Rijksmuseum Amsterdam, Amsterdam[4]
- In het Koninklijk Museum voor Schone Kunsten Antwerpen.[5] is Luis de Benavides Carillo, markies van Caracena, landvoogd van de Spaanse Nederlanden aanwezig.

## Galerij

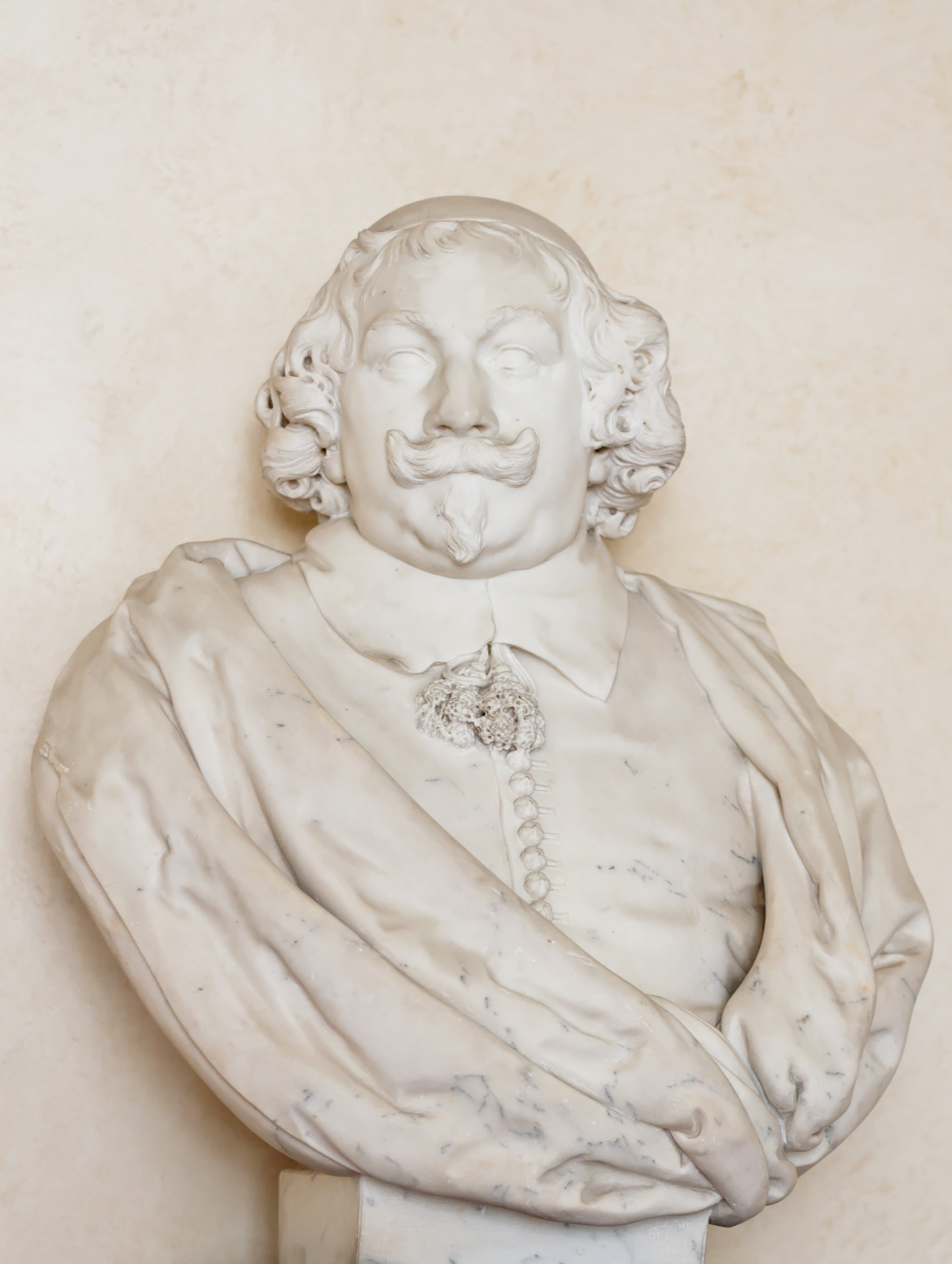
Artus Quellinus: Naar alle waarschijnlijkheid het portret van Cornelis Jan Witsen (1605–1669),[6] burgemeester van Amsterdam. Marmer, 1658
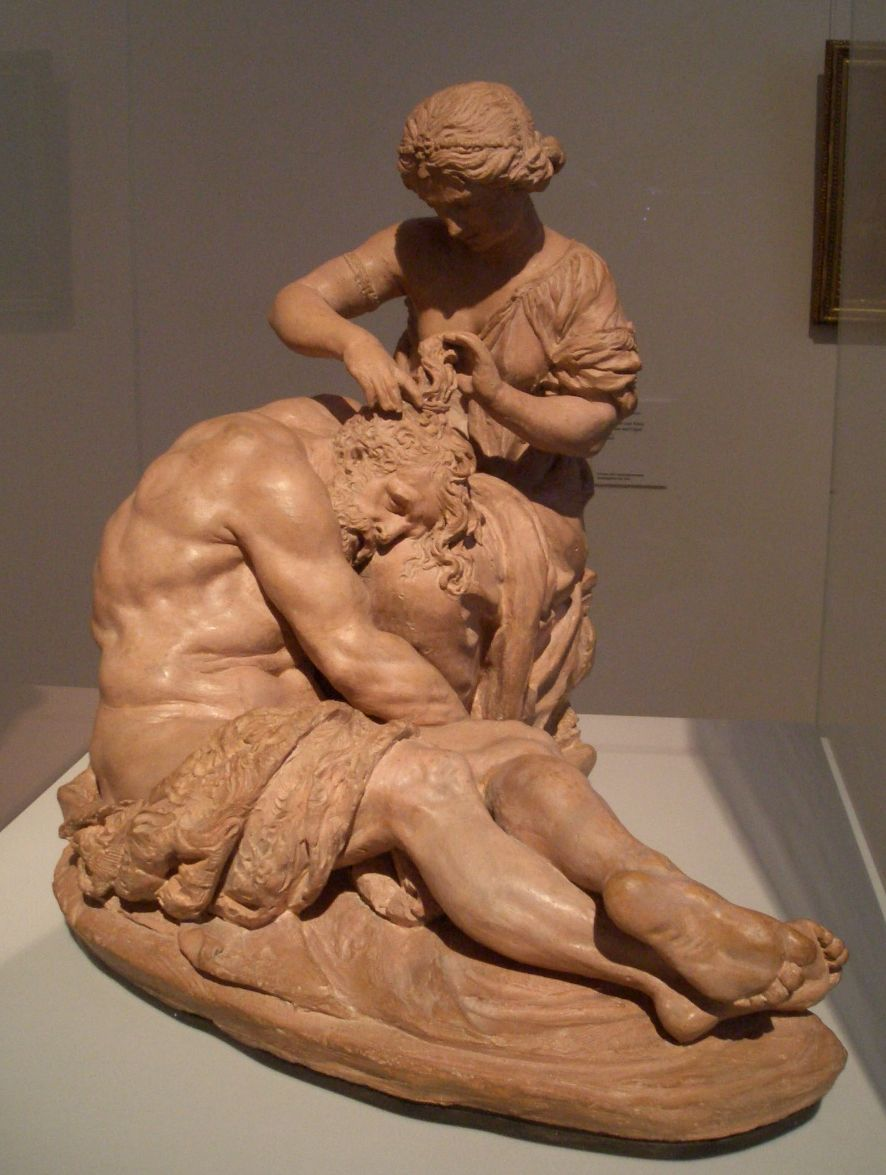
Artus Quellinus: Samson en Delila, Antwerpen 1640. Berlijn, Bode-Museum, Raum 256
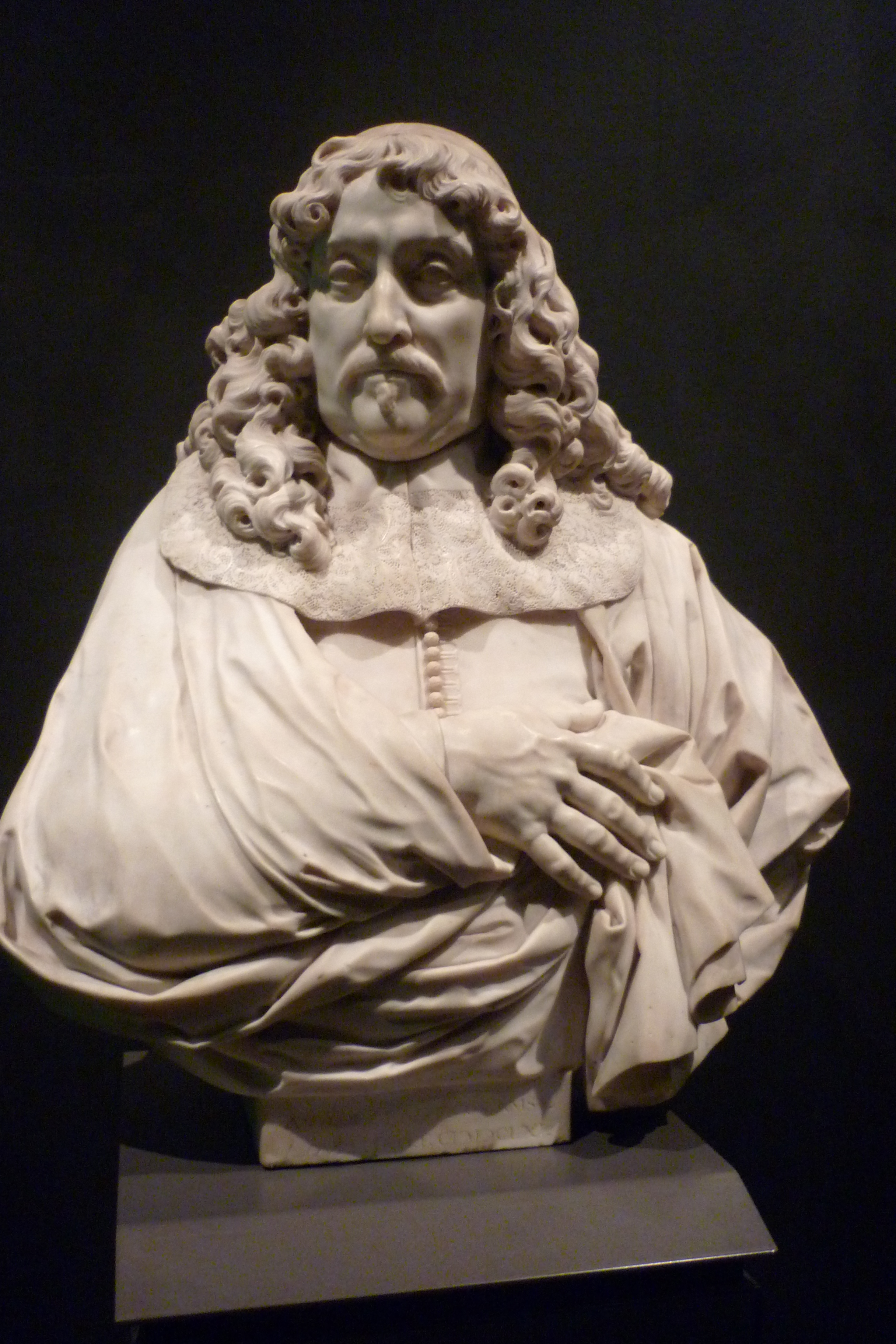
Andries de Graeff in het Rijksmuseum, Amsterdam
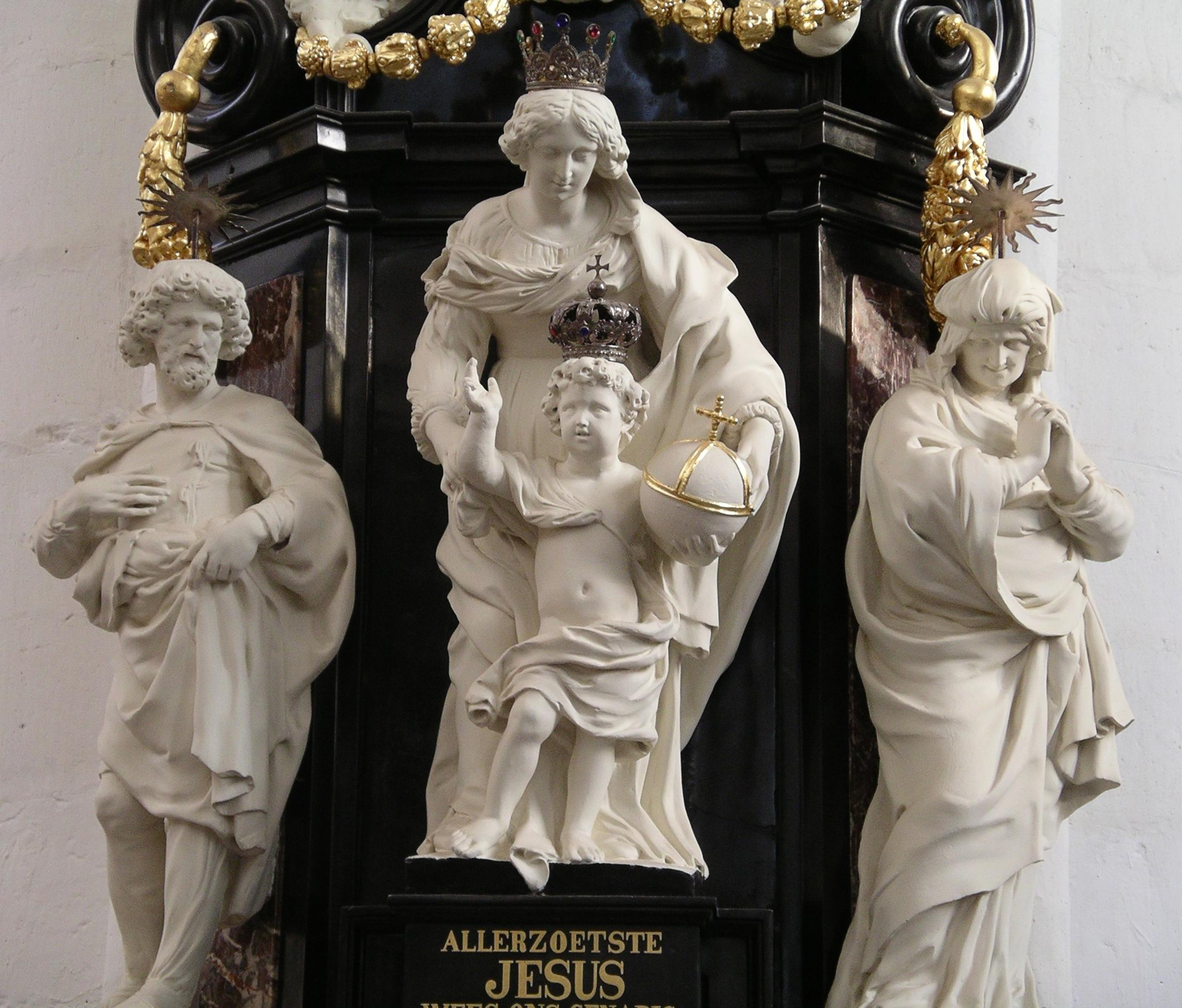
Epitaaf Soeten Naem in Sint-Pauluskerk (Antwerpen)
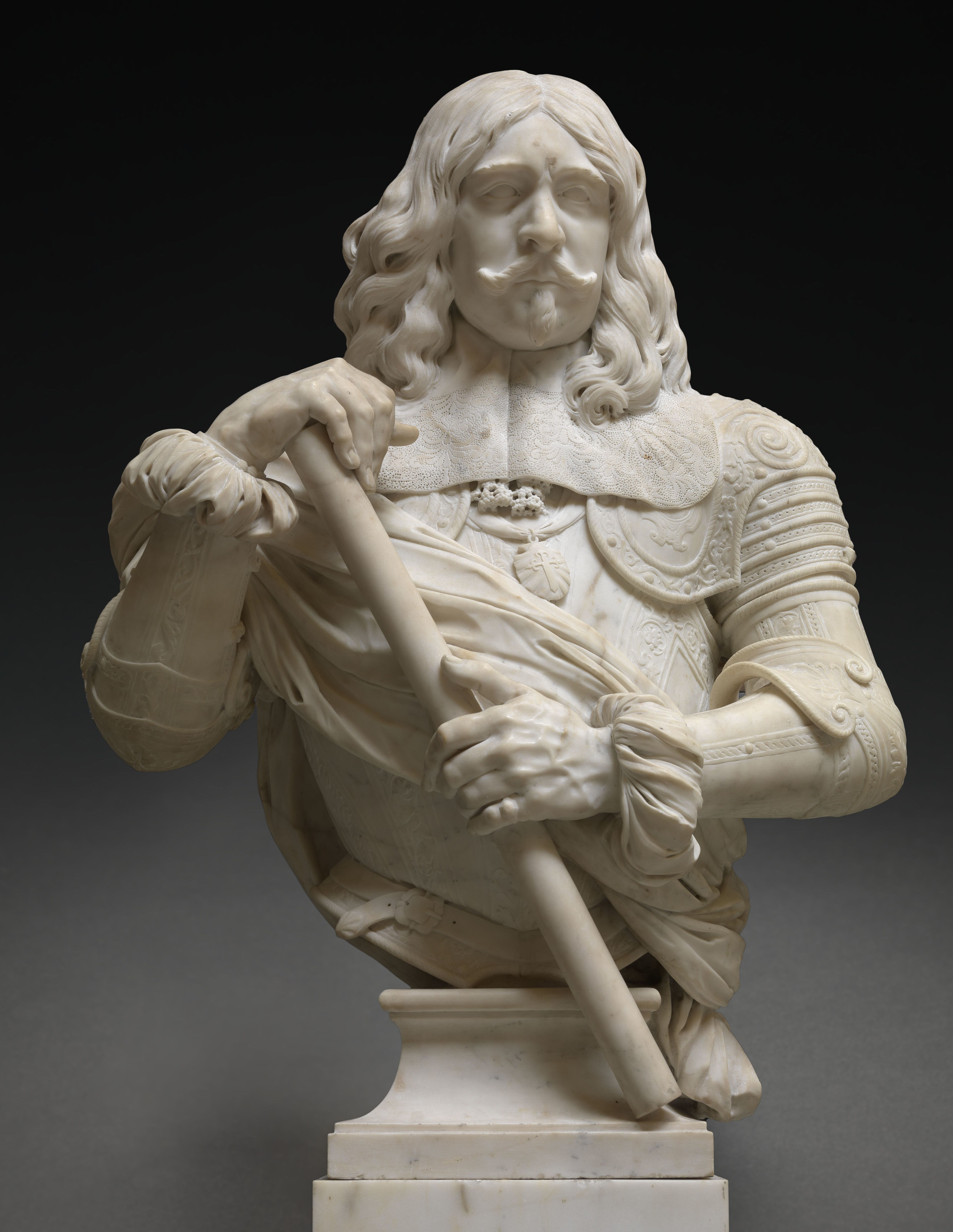
Luis de Benavides Carillo, markies van Caracena, landvoogd van de Spaanse Nederlanden, 1664, Koninklijk Museum voor Schone Kunsten Antwerpen
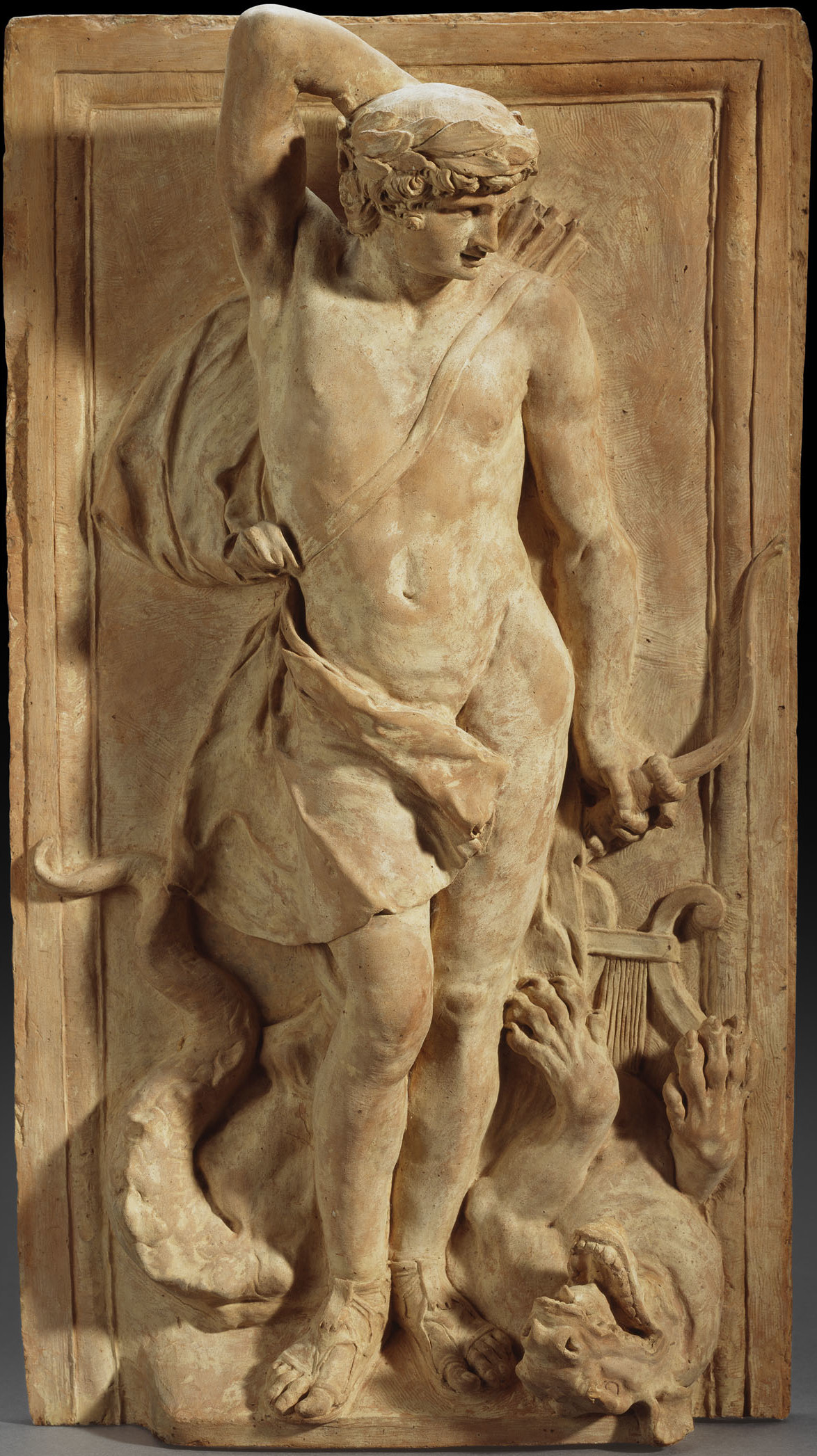
Artus Quellinus I, Apollo en Python. Door het Erfgoedfonds in 1996 verworven en in 2000 in bruikleen toevertrouwd aan het KMSKA, Antwerpen.
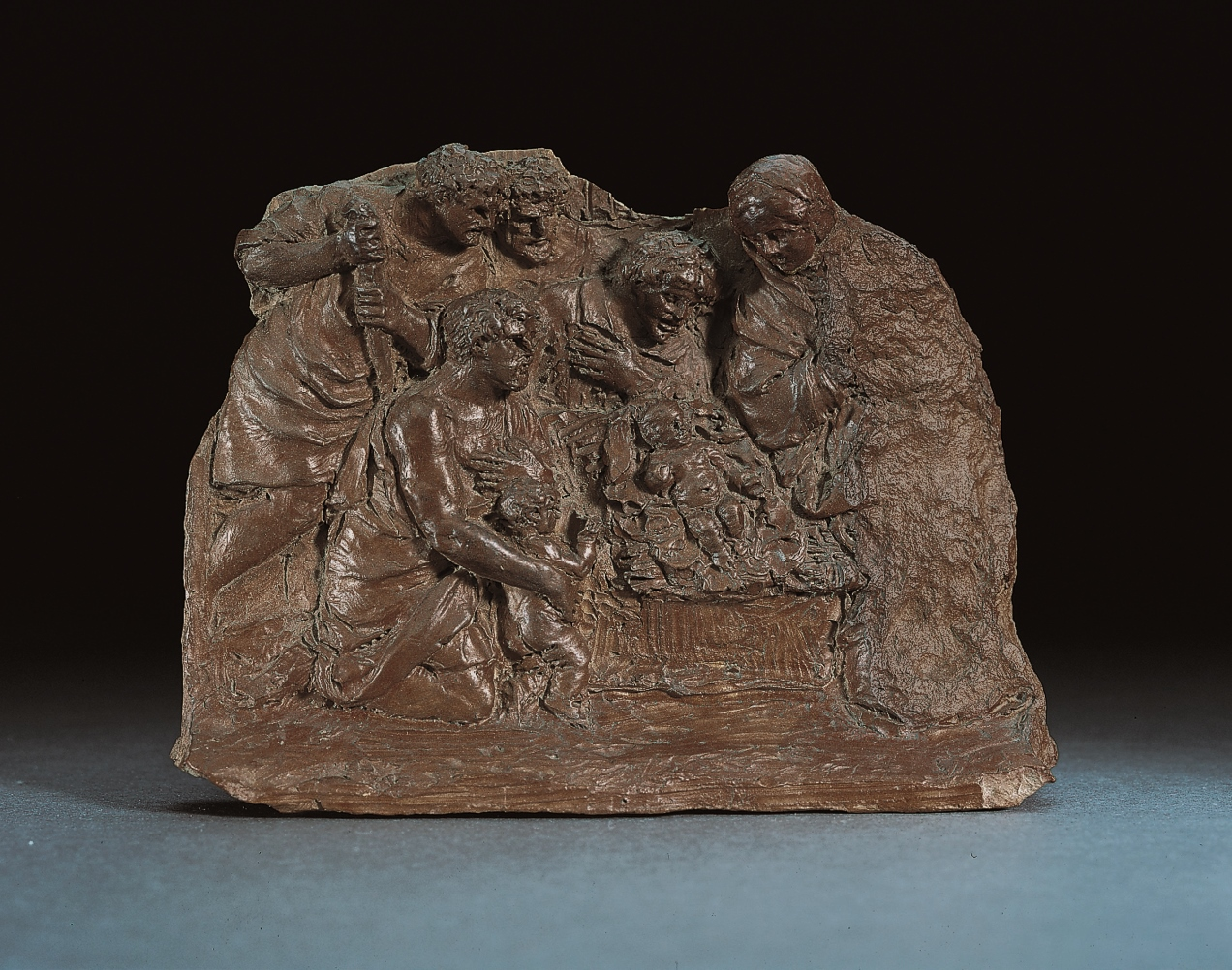
Artus Quellinus I, De Aanbidding van de herders. Door het Erfgoedfonds in 1996 verworven en in 2000 in bruikleen toevertrouwd aan het KMSKA, Antwerpen.
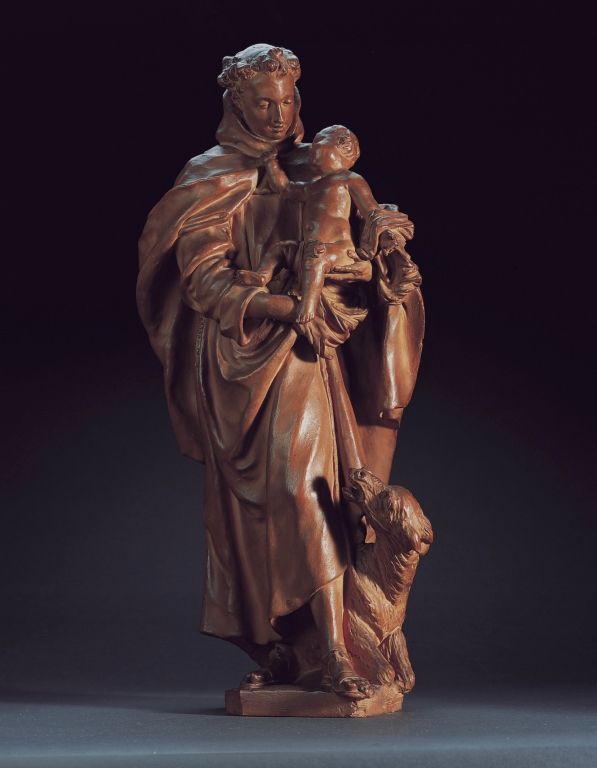
Artus Quellinus I, Ontwerp voor een beeld van de heilige Antonius van Padua. Door het Erfgoedfonds in 1996 verworven en in 2000 in bruikleen toevertrouwd aan het KMSKA, Antwerpen.
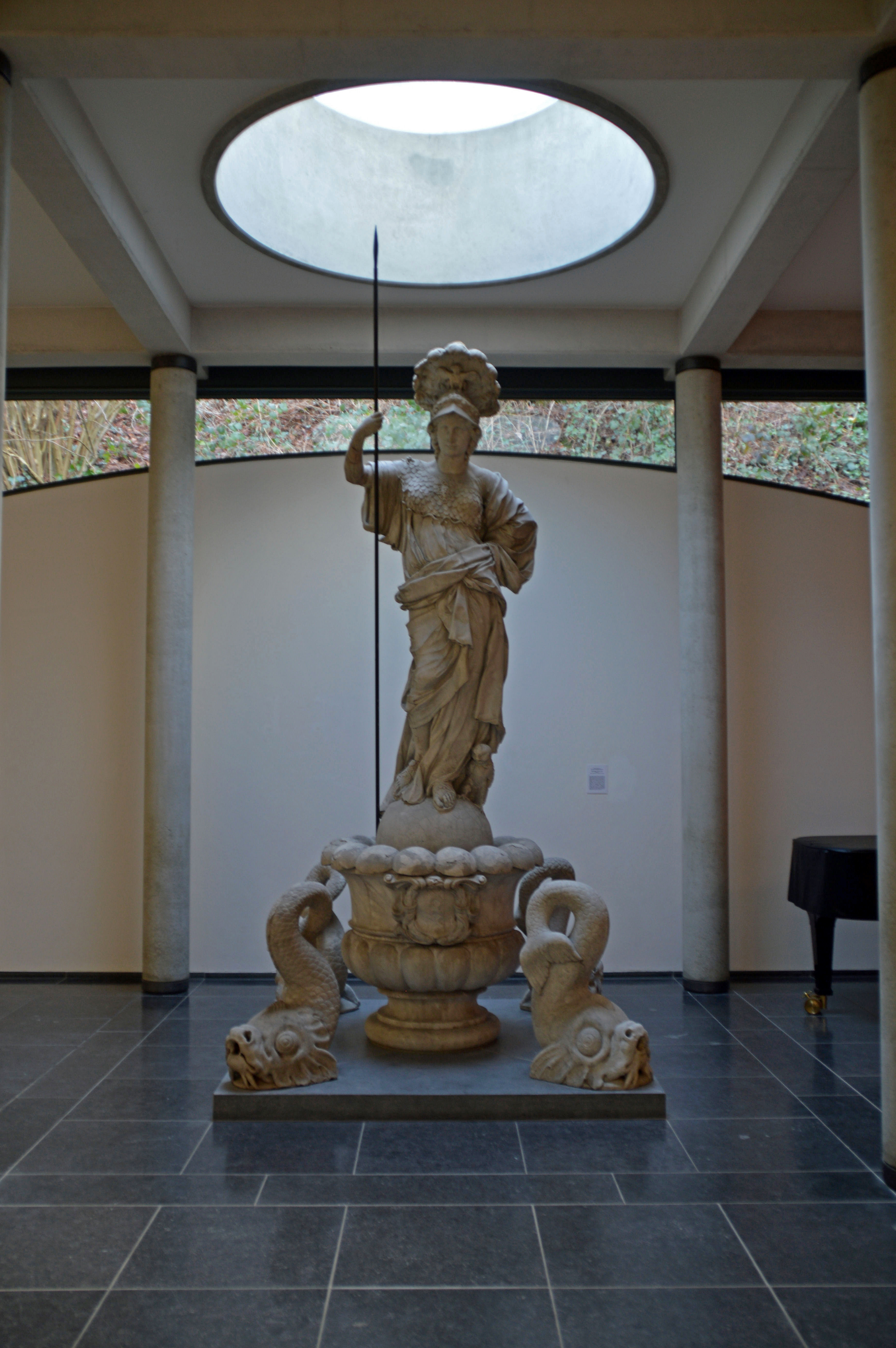
Artus Quellinus I, Pallas Athena. Gemaakt rond 1660, nu in het Museum Kurhaus Kleef.